# Medicina tradizionale cinese

Le cinque fasi (Wu Xing) della filosofia cinese, che si susseguono nel ciclo di generazione indicato dalle frecce, connotato da momenti yin e yang: legno, fuoco, terra, metallo, acqua, corrispondenti agli organi fegato, cuore, milza, polmoni, reni, e alle loro relative emozioni.

La medicina tradizionale cinese (MTC; 中醫T, 中医S, ZhōngyīP) è uno stile di medicina tradizionale nato nel bacino del fiume Giallo, e costruito su una base di oltre 2500 anni di pratica medica cinese che comprende varie forme di fitoterapia, agopuntura, massaggio (Tuina), esercizio (Qi Gong) e terapia dietetica. Uno dei principi fondamentali della MTC è che "l'energia vitale del corpo (qi) circola attraverso dei canali, chiamati meridiani, che si ramificano collegandosi agli organi e alle funzioni corporee".
La MTC si basa su un'interpretazione dell'anatomia e della fisiologia che non ha alcun riscontro medico e empirico, basandosi per lo più su un proprio sistema filosofico; per questi motivi essa rientra nell'alveo pseudoscientifico della medicina alternativa, alla pari della medicina ayurvedica. 

## Storia
La medicina cinese si differenzia da quella occidentale per il suo approccio olistico, in base al quale le malattie e le disfunzioni fisiche sono correlate agli aspetti psichici e spirituali della persona che ne soffre. Ne deriva un preciso sistema di collegamenti, che fa uso di termini come Qi, Yin e yang, Meridiani, cinque fasi, ecc., riassunto dallo schema del ciclo dei mutamenti.
Secondo uno degli storici della scienza cinese, 
(Nathan Sivin, 1968)
Ad esempio il corpo umano è assimilato dalla medicina cinese ad uno Stato o un organismo sociale; non è un assemblaggio meccanico di parti, bensì un universo in miniatura. Non a caso la simbologia usata nel dialogo dell'Imperatore Giallo con il suo consigliere (il testo fondamentale della medicina cinese) è la stessa usata per descrivere l'Impero.
Il sistema viene descritto in termini di uffici o mansioni amministrati dalla burocrazia centrale del corpo, non in termini anatomici. I vari organi non sono visti come entità a sé stanti, bensì vengono considerati in base alla funzione che assolvono.

Secondo Sivin (1995) il corpo cinese è "composto soprattutto da ossa e carne vagamente definita e attraversata da tratti circolatori"; questi tratti collegano degli "insiemi di funzioni", i cosiddetti organi, per cui si può dire, con Unschuld (1993) che la patologia cinese è funzionale. Come si legge sul Classico dell'Imperatore Giallo: "Il soggetto del discorso... è il flusso libero ed il movimento centrifugo e centripeto del qi divino (shen qi). Non sono pelle, carne, tendini ed ossa" (Larre, Rochat de La Vallée 1994). L'etica buddhista, con la sua idea di sacralità del corpo, ad un certo punto si innesta sulla filosofia confuciana e contribuisce a rendere il corpo cinese un tutto indiviso, per studiare il quale il medico deve osservare le funzioni, l'equilibrio delle sostanze. Un corpo dissezionato non è di alcun interesse per il terapeuta, ed è significativo che nella medicina cinese l'immagine tipica usata per descrivere la morte imminente sia quella di una separazione tra yin e yang.

### Le tappe della medicina cinese
1. Dinastia Xia e Shang (2100-1100 a.C.). Medicina ancestrale.
- Medicina e atti guaritivi dominati da culto per gli antenati e dalla divinazione.
- Causa principale di malattia è il dispiacere/disappunto degli antenati.
- La forma principale di diagnosi è la divinazione, e la forma principale di terapia consiste nell'ingraziarsi gli antenati.
- La prima testimonianza scritta di fitoterapia risale al XXI secolo a.C.

2. Dinastia Zhou e Periodo delle primavere e degli autunni (1100-476 a.C.). Medicina demoniaca.
- Medicina dominata da sciamanesimo e demonologia.
- Causa principale di malattia è l'attacco demoniaco.
- La forma principale di diagnosi è la divinazione e la forma di terapia più importante è l'esorcismo dei demoni. Alla fine di questo periodo, però, appaiono le principali teorie che caratterizzeranno poi la storia della medicina cinese, e iniziano ad essere usate terapie a base di piante e l'agopuntura, e la diagnosi di osservare, sentire, chiedere e tastare il polso.
- Molte registrazioni di prescrizioni fitoterapiche su ossa e strisce di bambù

3. Periodo dei regni combattenti (476-221 a.C.).
In questo periodo emergono tutte le teorie principali della medicina cinese: yin-yang, wu-hsing (5 fasi), 5 sapori, 5 colori, il sistema delle corrispondenze, Qi, diagnosi del polso, i canali o meridiani, punti di agopuntura. Questi concetti non diventano parte di un sistema organico ed integrato se non dopo il 300 a.C. Tra il III e il II secolo a.C. essi iniziano ad essere usati insieme secondo una dottrina cosmologica matura, per ragioni in parte arbitrarie ed in parte utilitaristiche. Il qi è un concetto abbastanza vasto e di grande applicabilità, yin-yang rappresenta una categorizzazione in base due molto adattabile, come pure le wu-hsing.
Il ruolo del medico e dello sciamano si separano.
Si sviluppano le Sei Scuole Filosofiche:
- Scuola Dao
- Scuola Yin-yang (Naturalista)
- Scuola Confuciana
- Scuola Mohista
- Scuola Legalista
- Scuola dei Nomi

Uso empirico delle piante. Le teorie dello Yin-Yang e delle 5 Fasi si sono sviluppate, ma non sono ancora state applicate alla fitoterapia.
4. Dinastia Han (206 a.C.-220 d.C.)
Con il I secolo a.C. yin-yang e wu-hsing divengono vere e proprie categorie del qi, usate per declinarlo; esso stesso viene ad essere definito in maniera più chiara: materia, materia trasformativa, materia di qualche tipo che incorpora vitalità (a differenza degli elementi greci che sono solo materiali).
Shen Nong Ben Cao (300 a.C.-100 d.C.).
- Comprende 366 piante divise in tre categorie:

1.Piante Comandanti (120)
2.Piante Ministro (120)
3.Piante Assistente o Messaggero (126)
- Elenca combinazioni di piante e controindicazioni
- Menziona i 5 sapori e le 4 energie
- Descrive preparazioni galeniche
- Parla di dosaggi
- Consiglia l'uso di piante calde per problemi freddi e di piante fredde per problemi caldi
- Parla delle modalità e tempo di somministrazione
- Parla del trattamento di varie malattie.

Ma Wang Dui - Prescrizioni per i 52 malesseri (circa 100 a.C.)
- Descrive 247 piante, le preparazioni galeniche, l'uso empirico delle piante stesse

Shang Han Lun - Discussione sulle malattie causate dal freddo (circa 200 d.C.)
- Primo manuale clinico cinese, caposaldo della storia della medicina.
- Stabilisce l'identificazione degli schemi dell'organismo
- Parla delle malattie da freddo, ma comprende molte prescrizioni anche per patologie da caldo. Ancora in uso a tutt'oggi.

5. Dinastie del Nord e del Sud (420-581)
Shen Nong Ben Cao Jing (circa 500 d.C.)
- Per la prima volta vengono classificate le piante a seconda del tipo di malattia.

6. Dinastia Tang (618-907)
Il Buddhismo arriva in Cina ed influenza la medicina cinese. Vengono fondate scuole di medicina cinese; la fitoterapia viene sistematizzata.
Prodotta la prima Farmacopea Ufficiale, anche se non legalmente vincolante.
Qian Jin Yao Fang di Sun Simiao.
- Contiene 232 prescrizioni e tratta di malattie febbrili, ginecologia e pediatria.
- Contiene una quantità di indicazioni su igiene, ginnastica, ecc.
- Descrive, diagnostica e tratta efficacemente il gozzo, legandolo correttamente alla vita in montagna, e prescrive alghe, fucus e tiroide di pecora.

7. Dinastia Song.
Si sviluppa la scuola dello Yin Nutriente.
In questo periodo il sapere empirico sulle piante si unisce alla teoria delle corrispondenze sistematiche, Yin-yang, 5 fasi ecc.
Zhen Zhu Nang.
Contiene per la prima volta lo schema teorico completo della fitoterapia:
4 energie, 5 sapori, yin-yang, 5 fasi, movimenti delle piante ascendenti e discendenti, meridiani di entrata, tonificazione o sedazione.
8. Dinastia Ming.
Nasce la teoria sulle malattie da caldo, che si separa dalla teoria dello Shang Han Lun, perché le malattie calde si differenziano dalle fredde per tre ragioni:
1.	sono causate da un tipo di fattore patogenico perverso molto forte ed infettivo
2.	il fattore patogenico entra dalla bocca e dal naso
3.	il trattamento principale è la dispersione con piante fredde
9. Dinastia Qing.
Sviluppi ulteriori della teoria delle malattie calde.
Dal 1840 introduzione della medicina occidentale e graduale perdita di importanza di quella cinese.

### Al giorno d'oggi
La Medicina Tradizionale Cinese (MTC) è una rielaborazione semplificata della più antica Medicina Classica Cinese (MCC) ad opera della dottrina maoista.
Essa ricorre principalmente ai seguenti strumenti terapeutici:
- la diagnostica energetica, un sistema di esame del paziente che usa come punti diagnostici, polsi, occhi, cute, lingua o chiedere al paziente come si sente male e altri simili.
- la farmacologia cinese, che utilizza piante, minerali e animali in diverso modo da quello della medicina convenzionale.
- l'agopuntura: attraverso l'introduzione di sottili aghi in particolari punti dei meridiani, dove scorre l'energia;
- il massaggio: si può agire sul sistema tendino-muscolare, osteo-articolare, dei meridiani e dei singoli punti di agopuntura.
- la ginnastica medica: il paziente esegue esercizi, sia lenti che vigorosi, coordinati ad una corretta respirazione.

Sono inoltre previste tecniche complementari, tra cui:
- la moxibustione è ottenuta stimolando i punti di agopuntura col calore di un cannello di erbe (generalmente artemisia) infiammato chiamato moxa.
- la coppettazione: sulla pelle del paziente vengono applicate delle 'coppette', dopo che l'aria al loro interno è stata riscaldata; in questo modo si crea una pressione negativa che solleva la cute come una ventosa.
- la digitopressione, che interviene sui punti dei meridiani da trattare con la semplice pressione delle dita.

Oggi esistono molti nuovi approcci alla MTC, che vanno dalla stimolazione elettrica o laser, all'integrazione con altre terapie alternative come fitoterapia, omeopatia, fiori di Bach, osteopatia, yoga, shiatsu.

## Principi filosofici
La medicina cinese si basa su un approccio deduttivo che pone come punto di partenza del proprio sistema terapeutico il principio filosofico del Tao, ossia l'Uno primordiale, situato oltre il tempo e lo spazio, da cui tutto ha origine.
Il Tao si esplica in una coppia di forze complementari, una attiva e l'altra passiva, che dividendosi a loro volta, sono giunte a permeare ogni singolo elemento del creato. L'armonia universale del macrocosmo, a cui nel microcosmo corrisponde la salute dell'organismo umano, consiste nell'equilibrio tra queste forze parziali.

### Yin e Yang
La polarità yin/yang viene tradizionalmente raffigurata come una sfera divisa in due identiche metà sinusoidali intersecate l'una nell'altra, una di colore bianco e una di colore nero con al loro interno un piccolo seme del colore opposto, che rappresenta un'ulteriore differenziazione nel processo dall'universale al particolare.
La metà di colore Nero, con il seme bianco al suo interno, è lo Yin che rappresenta l'aspetto femminile, negativo, ricettivo, interno, freddo, oscuro di ogni fenomeno; la metà bianca con il seme nero rappresenta il principio opposto e complementare, è lo Yang, ovvero l'aspetto maschile, positivo, creativo, esterno, caldo e luminoso.
Tutto in natura possiede questi due aspetti polari, che si completano vicendevolmente, ognuno dei quali può essere a sua volta diviso in due parti yin e yang, e così via. La seguente tabella mostra un esempio di proprietà complementari:
| Yin        | Yang           |
| ---------- | -------------- |
| Nero       | Bianco         |
| Condensato | Espanso        |
| Scuro      | Chiaro         |
| Femminile  | Maschile       |
| Freddo     | Caldo          |
| Negativo   | Positivo       |
| Umido      | Secco          |
| Riposo     | Movimento      |
| Chiuso     | Aperto         |
| Fisico     | Energetico     |
| Materiale  | Spirituale     |
| Nutrimento | Trasformazione |

Il simbolo del Tao o Taijitu (太极图): la filosofia taoista della Cina vede l'intero cosmo quale manifestazione del Tao, centro, motore e scopo di ogni elemento, onnipresente ma impercettibile e indefinibile

Yin e Yang, in quanto espressioni di un unico principio superiore, sono tali per cui:
- si creano vicendevolmente;
- si controllano vicendevolmente;
- si trasformano l'uno nell'altro.

La polarità è quella che rende possibile il mutamento e la trasformazione tra gli opposti: il giorno si tramuta nella notte, l'estate cede il passo all'inverno, alla giovinezza segue la vecchiaia, in un ciclo perenne.

### I «tre tesori»
Il ciclo delle trasformazioni evidenzia a sua volta la presenza dinamica di un'energia che scorre da un polo all'altro, resa possibile dalla loro tensione. Lo scambio continuo tra componenti diversi è il fenomeno stesso della vita. Tutti i fenomeni dell'universo sono ricondotti dalla filosofia taoista a delle forze originarie, a cui anche l'uomo è sottoposto, come lo Yang del Cielo e lo Yin della Terra.
La principale forma di energia di cui dispone l'organismo umano è denominata «Qi» (chi, pronuncia italiana "ci", come in "cicala"), traducibile come «soffio vitale», o «vibrazione» dell'universo presente in ogni manifestazione della natura e in particolare nell'uomo, dove trova espressione nell'attività dinamica di altre due polarità primordiali, opposte ma complementari: il «Jing» e lo «Shen».
Jing, Qi, e Shen, detti anche i «tre tesori» (san bao), corrispondono ad una visione triadica dell'essere umano, rispettivamente a corpo, anima e spirito. Lo Jing, in particolare, è l'aspetto yin del Qi, mentre lo Shen costituisce quello yang.

#### I vari tipi di energie
Il Qi può anche essere inteso come la somma di varie forme di energia:
- Energia ereditaria: ogni essere umano, alla nascita, è dotato di un patrimonio energetico ereditario, il Qi ancestrale (Yuan Qi), trasmesso dai genitori e fonte di ogni vitalità. È una forza non modificabile né rinnovabile e, una volta esaurita, l'individuo muore: ha quindi necessità di protezione per non essere dispersa.
- Energia respiratoria: oltre al Qi originario ci sono altre due energie fondamentali, ma assimilabili dall'ambiente esterno: una è l'energia respiratoria (Zhong Qi), assorbita tramite l'ossigeno presente nell'aria, che apporta un ricambio non solo a livello chimico, ma anche su un piano sottile. È un'energia cosmica, conosciuta in India come prana, di cui si può aumentare l'assorbimento tramite appositi esercizi di respirazione.
- Energia alimentare (Gu Qi): viene ricavata dal cibo consumato, e come quella respiratoria è continuamente reintegrabile e potenziabile. Per il mantenimento della salute è quindi indispensabile prestare attenzione alla qualità dell'alimentazione e allo svolgimento di corrette pratiche respiratorie.
- Energia sessuale (Jing Qi): nasce dall'incontro tra due persone di sesso diverso, dalla tensione fra gli opposti, e può essere coltivata tramite specifiche discipline sessuali.

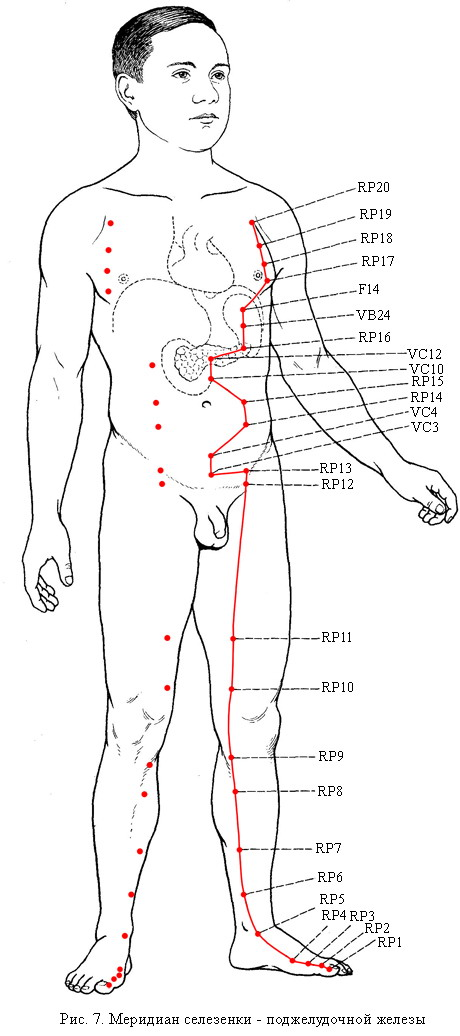
Percorso lungo il corpo umano di uno dei meridiani

### I meridiani
Nell'uomo il Qi scorre incessantemente attraverso linee di scorrimento invisibili, i meridiani, che presiedono alla circolazione dell'energia nel corpo umano.
Vi sono 12 meridiani principali (jingmai), 8 meridiani curiosi (qijingmai), 15 meridiani longitudinali (bieluomai), 12 meridiani trasversali (luomai), 12 meridiani distinti (jingbiemai), 12 meridiani tendino-muscolari (jingjinmai) e 12 zone cutanee (pibu).
Ognuno dei dodici meridiani principali è denominato in base al tipo di organo a cui apporta energia, e viene inoltre classificato entro uno dei cinque elementi fondamentali.

### Gli organi anatomici (Zang-Fu)
Secondo l'anatomia cinese, il corpo umano è strutturato in cinque organi pieni (Zang) di natura Yin: Cuore (xin), Polmoni (fei), Reni (shen), Milza-Pancreas (pi), Fegato (gan) e cinque visceri cavi (Fu) di natura Yang: Intestino crasso (dachang), Stomaco (wei), Intestino tenue (xiaochang), Vescica (pangguang), Cistifellea (dan); ad essi va aggiunta una funzione yin a cui soggiace il cuore, detta "ministro del cuore" o pericardio (nota anche come "circolo sessuale"); e un'ultima funzione metabolica, denominata "Triplice Riscaldatore" (sanjiao), situata all'altezza dello stomaco, considerato il sesto viscere, che non ha una sua struttura anatomica, ma è un viscere/funzione in rapporto con gli altri che sono sotto la sua direzione.
Organi (Yin) e visceri (Yang) sono tra loro dipendenti e complementari: ciascuno di essi rappresenta un "insieme energetico" e ricopre funzioni specifiche, dando il nome a uno dei dodici meridiani principali.

### I 5 movimenti

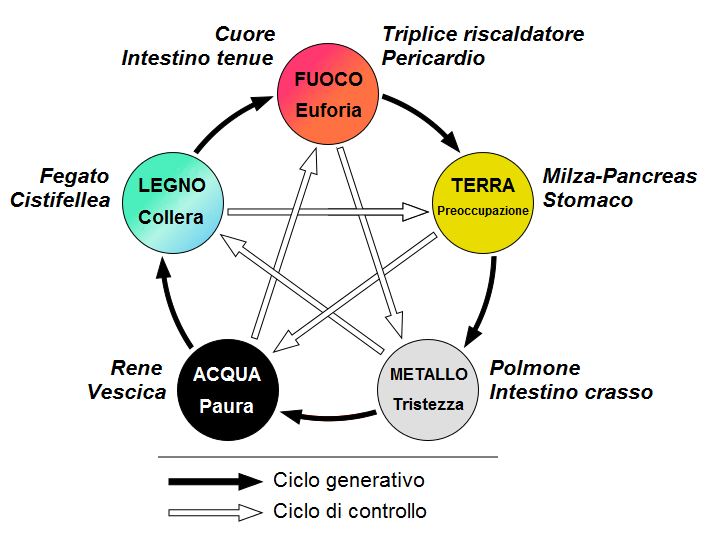
I cinque elementi e il ciclo dei mutamenti

Tutto l'universo è descritto inoltre dalla filosofia cinese secondo le cinque fasi, o movimenti primordiali, dette wu xing, fasi dinamiche impegnate in una trasformazione ciclica, simboli di processi vitali con cui catalogare i vari fenomeni. Studiando i cinque movimenti si vede come ogni elemento è associato a una fase diversa, a una stagione, ad un colore, ad un organo, a funzioni del corpo umano, e soprattutto ad un'emozione.
La rappresentazione grafica di queste cinque fasi è circolare come tipico della simbologia del Tao:
- il legno, in associazione al colore verde, simbolo della vegetazione della terra che si risveglia in primavera, stagione yang: vi corrisponde simbolicamente il fegato e la cistifellea, deputati alla costruzione delle sostanze e quindi alla crescita dell'organismo.
- Il fuoco comprende ciò che brucia e si alza: associato al rosso e all'estate, con la sua mobilità, la luminosità e il calore, è l'espressione dello yang per eccellenza. Allo stesso modo il cuore e il pericardio fanno circolare il sangue dando calore all'organismo.
- La terra per seminare, raccogliere, maturare; simbolo del giallo e della fine dell'estate, espressione della polarità yin. È associata allo stomaco e alla milza-pancreas, che assimilano e rimuginano quel che viene assorbito.
- il metallo, che fondendosi si rende duttile, rappresenta la capacità adattarsi e cambiare forma, anche l'autunno (espressioni dell'yin) e il colore bianco. La sua immagine di forza e resistenza viene attribuita ai polmoni, in cui consiste la capacità di energia e resistenza dell'organismo.
- l'acqua scende, ristagna, si insinua in ogni dove, attirata verso il basso e l'oscurità: rappresenta il massimo dello Yin, il suo colore è il nero e la stagione che la esprime è l'inverno. È legata alla vescica e soprattutto ai reni.

Le cinque fasi o movimenti non sono passive, ma dinamiche che attuano una trasformazione ciclica che si alterna a fasi di "generazione" e "distruzione": ogni elemento origina dal precedente e origina il seguente.
Il legno fa accendere il fuoco, dalle cui ceneri si forma la terra, dalla quale viene estratto il metallo, che nel processo di liquefazione genera l'acqua, che a sua volta dà origine al legno degli alberi; ciclo ininterrotto di generazione e trasformazione di ogni cosa della natura.
Vi è poi il secondo ciclo che spiega la funzione di controllo di ogni fase su quella successiva al proprio figlio («il nonno distrugge il nipote»): l'acqua spegne il fuoco; il legno degli alberi impoverisce la terra; il fuoco fonde il metallo; la terra prosciuga l'acqua; il metallo dell'ascia abbatte il legno degli alberi. Il ciclo di controllo o inibizione serve a tenere a freno gli organi subordinati, sicché, nel caso in cui un elemento non sia più in grado di adempiere alla propria funzione, spesso risulta danneggiato anche l'elemento ad esso sottoposto. Ad esempio una disfunzione dei reni (acqua) può ripercuotersi sul cuore (disinibizione del fuoco), dando luogo a problemi di eccessiva pressione sanguigna.
Ogni organo Zang è accoppiato ad un viscere Fu, e così anche i rispettivi meridiani, secondo lo schema:
1. Acqua: Rene – Vescica
2. Legno:  Fegato – Cistifellea
3. Fuoco:  Cuore – Intestino tenue, e Triplice riscaldatore – Pericardio
4. Terra: Stomaco – Milza-Pancreas
5. Metallo: Polmone – Intestino crasso

Il medico cinese deve considerare tale interdipendenza tra organi e funzioni del corpo, emozioni, situazioni climatiche e stagionali per poter comprendere i meccanismi tramite cui influenzare e incrementare le funzioni vitali.

#### Cause emotive della malattia
Ogni elemento è associato a una specifica emozione, in grado di danneggiare gli organi corrispondenti.
- La Paura, propria dell'elemento acqua, indebolisce i reni, e può quindi essere compensata rafforzando l'energia di quest'ultimi.
- La Collera, propria dell'elemento legno, danneggia il fegato e può provocare travasi di bile dalla cistifellea.
- La gioia e l'euforia incontrollata, e in generale tutte le emozioni violente, sono proprie dell'elemento fuoco e possono danneggiare il cuore.
- La Preoccupazione, come l'eccessiva riflessione e rimuginazione, sono proprie dell'elemento terra e si ripercuotono sullo stomaco e la milza, causando ad esempio delle gastriti.
- La Tristezza, propria dell'elemento metallo, nuoce ai polmoni, e viceversa una debole energia polmonare può generare degli stati depressivi di tristezza.

Il ciclo di inibizione può essere studiato anche sulla base delle suddette emozioni, considerando che la paura (acqua) offusca la gioia (fuoco), la gioia dissolve la tristezza (metallo), la tristezza spegne la collera (legno), la collera mette a tacere le rimuginazioni (terra), e le riflessioni tengono a freno la paura.

### Le Sostanze fondamentali
La medicina cinese individua quindi nell'uomo le cosiddette «Sostanze Fondamentali» che devono essere viste come enti funzionali piuttosto che come vere sostanze, e che vengono distinte in gradi di yin o yang. Organi e Sostanze Fondamentali sono in mutua relazione, nel senso che gli organi yin operano, trasformano, raccolgono, immagazzinano e fanno circolare le sostanze, e le sostanze yang sostengono, nutrono, difendono, lubrificano gli organi.
Le Sostanze Fondamentali, comprendenti i «tre tesori», sono cinque, e cioè: Qi ("energia"); Xue ("sangue"); Jing ("essenza"); Shen ("spirito"); Jinye ("fluidi organici").

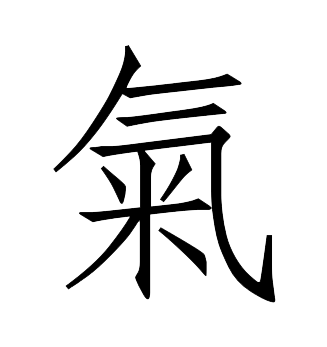
Ideogramma del Qi, descritto da Ted Kaptchuk come "materia sul punto di diventare energia ed energia sul punto di materializzarsi". L'ideogramma di Qi deriva dal pittogramma sulle ossa oracolari di tre sbuffi di vapore; successivamente si è stilizzato in 气 e si è sviluppata la variante in cui si aggiunge in basso il pittogramma di alcuni chicchi di riso 米 per rimandare al vapore della cottura. Si tratta dunque di un ideogramma che contiene l'idea di movimento (centrale per la comprensione del qi) ma anche della materia (è il movimento di vapore, e si alza da una pentola di riso)

1. Il Qi si origina nella Milza e nei Polmoni, e attraverso il Fegato è utilizzato dall'organismo per le varie funzioni. I classici descrivono così le funzioni del Qi:
- È fonte di ogni movimento e accompagna ogni movimento (movimento inteso in senso universale e generale, sia movimento inorganico che organico)
- Protegge il corpo (si dice che se il corpo si ammala deve esserci una deficienza di qi)
- Fonte di trasformazioni armoniose nel corpo (il qi presiede alle trasformazioni del cibo, dell'acqua e dell'aria in Sostanze Fondamentali; anche questo può essere visto come una forma di movimento)
- Governa il "trattenimento" delle Sostanze e degli Organi
- Scalda il corpo (il calore come fondamento della vita e come movimento)
- È una Sostanza Yang.

Oltre alle forme viste in precedenza,, il Qi viene classificato in base ad altre qualità, che sono:
- YUAN QI (Qi ancestrale)
- GU QI (Qi Alimentare)
- ZONG QI (pettorale)
- ZHEN QI (Qi Vero)
- YING QI (nutritivo)
- WEI QI (difesa)
- ZHONG QI (centrale)
- ZHENG QI (corretto)

L'unione di ogni forma genera il qi corretto (zhenqi) che fluisce nei meridiani (jingluo).
2. Il Sangue cinese (Xue) non coincide con il sangue in senso stretto, anche se ne condivide delle funzioni. Circola mantenendo, nutrendo e umidificando il corpo (insieme ai Fluidi), attraverso vasi e meridiani. È prodotto da Milza e Rene, è veicolato dal cuore e custodisce il feto. È una Sostanza Yin.
3. Lo Jing è una sostanza di importanza fondamentale, nel senso proprio della parola, perché sottende la vita organica ed è fonte di cambiamento organico; una sua specie viene trasmessa ad ogni persona dai propri genitori, e regola il successivo svilupparsi della persona. Lo Jing sostiene e nutre, sta alla base della riproduzione, della crescita e dello sviluppo, e le malattie di tipo congenito vengono pensate come dovute a deficienze dello Jing. Viene associato al movimento tipicamente organico. È meno attivo, quindi più yin, del qi, ma più attivo, quindi più yang, dello xue.
4. Lo Shen è una sostanza tipica della vita umana, della coscienza, del movimento sia fisico che mentale. È una sostanza, e quindi ha sempre degli aspetti materiali, a differenza di quanto la traduzione potrebbe suggerire, e non ha un'esistenza separata dal corpo, nel senso che è il movimento del corpo (movimento volitivo, cosciente, a differenza dello Jing che è movimento organico ma necessariamente cosciente). È una sostanza yang.
5. Gli Jinye sono tutti i fluidi non associati al Xue. Pur essendo anch'essi una Sostanza Fondamentale, non sono meno importanti delle altre. Comprendono saliva, sudore, lacrime, ecc. Sono separati a livello dallo Stomaco ed elaborati come tali dalla Milza, la loro funzione primaria è quella di inumidire tutte le parti del corpo e consentire il fluire del qi soprattutto tra pelle e muscoli. Il SoWen dice che "lucida l'involucro della pelle".
Il legame di interdipendenza tra organi e visceri è stabilito dall'energia che passa nei meridiani, si estende al corpo secondo cicli definiti, dagli organi pieni ai visceri cavi; attraverso il percorso dei meridiani sorgono sulla superficie epiteliale punti relazionati con cellule, funzioni, organi, emozioni.

### Qualità degli organi
Anche gli Organi Zang-Fu devono essere visti come insiemi di funzioni piuttosto che come organi materiali. Essi si occupano di vari aspetti dell'organismo secondo una visione olistica. In particolare:
- il Cuore e Pericardio: "il Cuore comanda il Sangue e lo Shen. Inoltre è la casa dello Shen". "Il Cuore si apre nella lingua; la sua luminosità si mostra nel viso". È sede dello spirito vitale (Shen), comprende l'apparato cardiovascolare, permette all'individuo di essere cosciente di sé e di determinare il suo posto nell'universo determinando i corretti andamenti esistenziali;
- I Polmoni: "I Polmoni comandano al qi." "I Polmoni muovono e regolano i canali dell'acqua". "I Polmoni comandano la superficie del corpo". "I Polmoni si aprono nel naso". I Polmoni governano l'insieme del sistema respiratorio, naso, trachea e bronchi, e la funzione cutanea (epidermide e peli corporei), sono artefici della capacità introspettiva. È sede dell'anima corporea (Po);
- il Fegato: "Il Fegato comanda il flusso e la distribuzione". "Il fegato immagazzina il Sangue". "Il fegato comanda i tendini e si manifesta nelle unghie". "Il fegato si apre negli occhi". È sede dell'anima eterea (Hun), sovraintende alle implicazioni metaboliche e vascolari della ghiandola, determina nell'individuo la capacità decisionale e strategica;
- la Milza: La Milza comanda le trasformazioni ed il trasporto". "La Milza comanda il movimento ascendente di ciò che è puro". "La Milza governa il Sangue". "La Milza comanda muscoli, carne e i quattro arti". "La Milza si apre nella bocca". È sede del pensiero (Yi), determina la capacità cogitativa e memorizzatrice e guida anche le funzioni pancreatiche e il sistema linfatico;
- I Reni: "i Reni immagazzinano lo Jing (l'Essenza)". "I Reni comandano l'Acqua". "I Reni comandano le ossa". "I Reni producono il midollo". I Reni immagazzinano lo Jing che a sua volta produce il midollo e di conseguenza l'encefalo. Il midollo crea e sostiene le ossa. Sono la sede dello Zhi, della volontà, del vigore fisico e del centro genitale, regola la funzione urinaria e quella endocrina delle ghiandole surrenali e delle gonadi;
- il Triplice Riscaldatore è in rapporto con gli altri organi e visceri, che agiscono sotto la sua protezione e direzione.

Il continuo e stretto legame di interdipendenza tra organi e visceri viene assicurato dall'energia che circola attraverso i meridiani e si distribuisce nel corpo secondo cicli definiti, dagli organi pieni ai visceri cavi, parte dalla periferia e parte dall'interno; lungo il tragitto dei meridiani emergono sulla superficie della pelle centinaia di punti particolari, ognuno in relazione diretta con un insieme di cellule, una funzione del corpo, un organo o un'emozione, e che possono essere stimolati con l'agopuntura.

## Terapie
La malattia secondo la medicina tradizionale cinese è dovuta a uno squilibrio tra le energie yin e yang, evidenziate dai sintomi. La terapia non consiste pertanto nella soppressione di questi ultimi, bensì nel riequilibrio energetico.
Quando il medico cinese si mette di fronte ad un paziente, ed opera con i quattro metodi di osservazione, egli cerca di inserire l'insieme dei segni e sintomi in un quadro sempre più dettagliato, che inizia con una distinzione tra categorie grossolane (yin/yang, interno/esterno, caldo/freddo, ecc.), per poi operare delle distinzioni sempre più fini, basate sempre sulla dinamica yin/yang e correlate alle cinque fasi, alle 5 coppie di organi e alle 5 sostanze fondamentali, e alle 6 influenze patogeniche esterne. Dato che tutto l'universo può essere categorizzato secondo questa doppia rubrica 2/5, anche le piante medicinali possono essere descritte in questo modo. Una volta individuata la disarmonia e descritta in termini di categorie si utilizzeranno quelle piante o quelle formule che si accoppiano in maniera allopatica alla disarmonia, cioè contrastando la natura della disarmonia.
Un buon equilibrio energetico Yin-Yang garantisce armonia e benessere psicofisico; qualsiasi alterazione nella distribuzione del Qi comporta un indebolimento delle capacità difensive e l'insorgere di una patologia.
L'equilibrio energetico può essere aggredito da diversi fattori esterni (i fenomeni climatici stagionali, le epidemie, i traumi, le punture e i morsi di animali) o interni (gli squilibri emotivi, gli errori alimentari e le cattive abitudini di vita).
La cura di ogni malattia si basa sul riequilibrio energetico Yin-Yang attraverso diverse tecniche terapeutiche, dietetica, farmacopea, massaggio, bagni, esercizi terapeutici (Qi Gong e Tai Chi Chuan, combinazione di movimento ed energia), tecniche di rilassamento e meditazione, discipline che tendono alla conservazione di uno stato di buona salute.
Solo dopo l'insorgere della malattia si arriva all'uso di tecniche come l'agopuntura e la moxibustione.
La farmacopea cinese si avvale di migliaia di sostanze minerali, animali e vegetali, in pillole, polveri, decotti, frizioni, unguenti.
La dietetica è il principale fattore di mantenimento della salute e di prevenzione, si basa sull'evitare eccessi alimentari e tramite l'assunzione degli alimenti in base alle stagioni, una masticazione lenta e lunga, la combinazione dei sapori, un'adeguata integrazione di liquidi lontano dai pasti.
I principali organi sono relazionati a cinque sapori fondamentali (Acido, Amaro, Dolce, Piccante, Salato) che ne stimolano la funzionalità. Ogni alterazione energetica di Yin-Yang, viene ripristinata attraverso la scelta di determinati alimenti.
Sia il corpo sia la psiche vivono con la stessa energia, non vi può quindi essere scissione tra malattie fisiche e mentali, perché entrambe sono sintomo di uno squilibrio energetico.
Qualsiasi terapia influenza in sinergia corpo e mente, da qui il vasto utilizzo della MTC in entrambi i campi.
La più singolare tra le pratiche legate alla medicina tradizionale cinese è l'agopuntura che agisce sulla complicata rete dei meridiani e consiste nell'applicazione di sottili aghi sulla superficie cutanea in corrispondenza di precisi punti (xue wei), per stimolare il flusso energetico dove vi è un blocco, un ristagno, una carenza.

Un'altra pratica comune e in associazione all'agopuntura è la moxibustione, che stimola tramite il calore gli stessi punti utilizzati in agopuntura, grazie all'utilizzo di piccoli sigari ottenuti da foglie di artemisia essiccate e opportunamente accesi.
Anche il massaggio cinese (tuina o anmo) prevede la stimolazione, mediante tecniche di manipolazione, dei meridiani per ristabilire l'equilibrio della circolazione energetica all'interno del corpo, tonificando il flusso energetico nei meridiani in cui è deficitario e disperdendolo in quelli in cui il flusso è eccessivo.

### Le otto regole e i quattro esami
Il medico cinese considera otto regole, criteri diagnostici per una classificazione primaria dei sintomi rilevati.
I segni della malattia si districano in otto quadri a loro volta suddivisi in quattro coppie di opposti: Yin-Yang; Interno-Esterno; Freddo-Caldo; Vuoto-Pienezza:
- La prima coppia fa una distinzione in «Yin-Yang»: caratterizza la malattia, con la differenziazione tra malato yin (freddo, immobile, senza sete, con respirazione debole e preferenza per il buio e la solitudine) e yang (irrequieto, accaldato e assetato, con respirazione forte e predilezione per la luce e la compagnia).
- La seconda coppia «Interno-Esterno» stabilisce la direzione in cui si sviluppa la malattia e la superficialità o profondità della stessa.
- La terza coppia «Freddo-Caldo» diagnostica i sintomi del freddo o del calore.
- La quarta coppia «Vuoto-Pienezza» indica lo stato dell'energia essenziale dell'organismo e permette di diagnosticare un indebolimento delle riserve fisiologiche e una situazione di malattia cronica oppure un'iperattività energetica e una patologia acuta.

La visita diagnostica si snoda quindi in quattro tecniche successive, detti i «quattro esami»: l'ispezione, l'ascolto e l'apprezzamento degli odori, la raccolta dell'anamnesi e la palpazione; l'insieme dei dati raccolti consente di determinare la causa e i caratteri delle malattie:
- Nella fase dell'«ispezione» il medico controlla l'aspetto generale del paziente, la costituzione e gli atteggiamenti, il colorito del viso, lo stato della lingua;
- segue poi l'«ascolto» dei suoni (voce e respirazione, ma anche tosse o singhiozzo) e la valutazione degli odori corporei.
- La fase dell'«anamnesi» prevede un interrogatorio per ricavare informazioni sulle sensazioni di freddo o di calore avvertite dal paziente, su sudorazione, mal di testa, tipo e localizzazione dei dolori, feci, urine, modalità di alimentazione, sete, sonno, ciclo mestruale, e sulle malattie precedenti.
- La quarta tecnica consiste nella «palpazione» di diverse parti del corpo e di vari punti dell'agopuntura, e nell'esame del polso. Il medico esplora con tre dita il polso del paziente in tre punti diversi, se è necessario, i polsi di tutte e due mani, per studiare lo stato degli organi e dei visceri, dei meridiani e l'insieme della circolazione, riflessi a livello dell'arteria radiale; questa analisi offre l'opportunità di valutare le condizioni energetiche generali, la sede della malattia e, secondo alcuni, anche la prognosi.

### Agopuntura

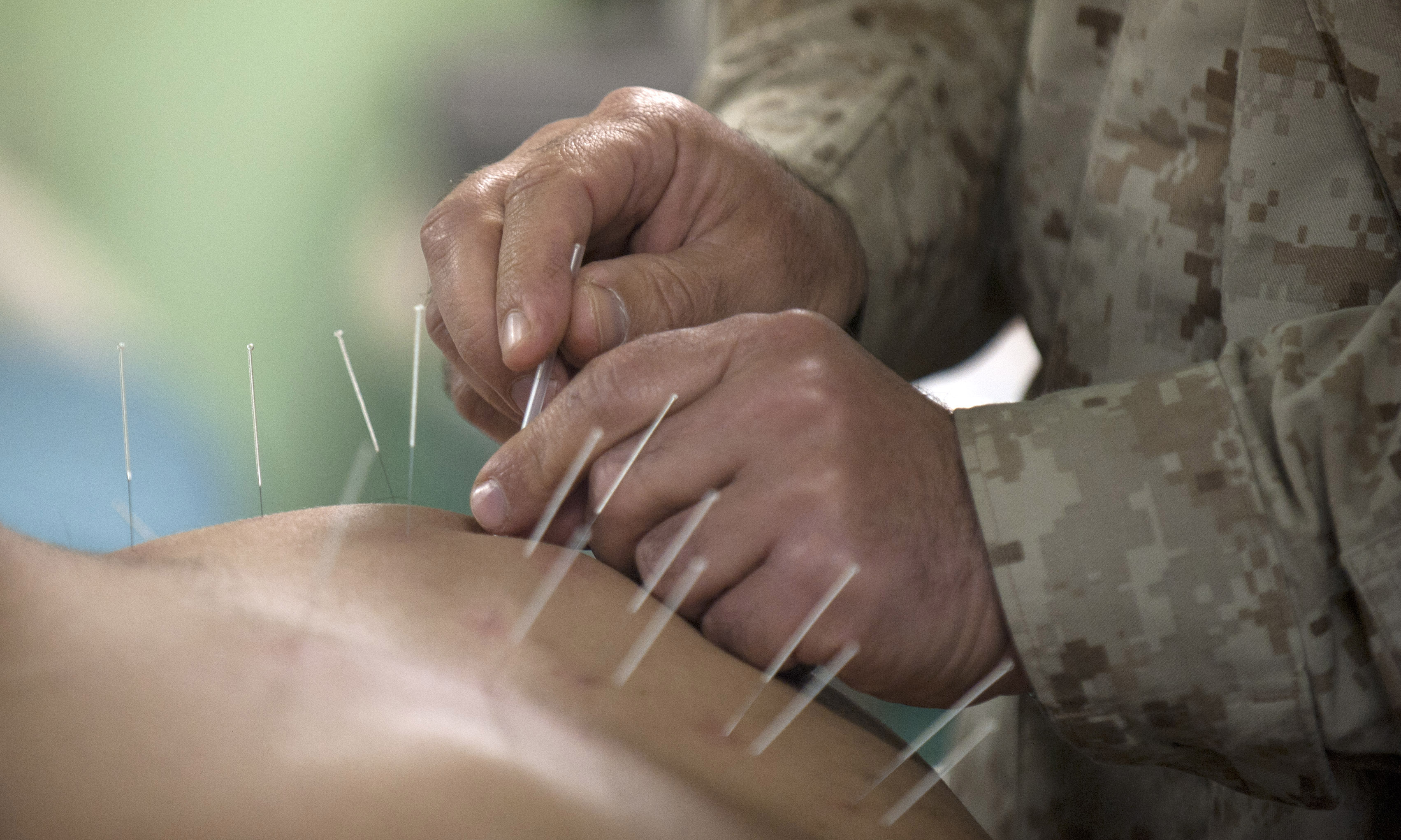
Terapia con l'agopuntura

Terapia tra le più note e antiche della medicina tradizionale cinese, l'agopuntura si serve di appositi aghi con cui pungere degli specifici punti posti lungo i meridiani, punti assimilabili alle chiuse di una diga, attraverso le quali gestire il flusso di energia e correggere la sua distribuzione squilibrata nell'organismo.
Una terapia come l'agopuntura, la moxibustione, o anche la digitopressione, dovrà tenere conto della direzione in cui si muove l'energia secondo lo schema dei cinque elementi: ad esempio, un deficit di energia del meridiano del rene (acqua), che si accompagni specularmente ad un eccesso di energia del meridiano del polmone (metallo), potrà essere riequilibrato stimolando il punto Metallo del meridiano del rene, facendo così fluire dal metallo all'acqua l'energia rimasta bloccata. 
Ma se viceversa il deficit di energia fosse sul meridiano del polmone, e quello del rene ne avesse in eccesso, occorre andare a ritroso spostando progressivamente tale eccesso dall'acqua al legno, poi al fuoco, alla terra e infine al metallo. Stimolando invece il punto Acqua del meridiano del polmone, quest'ultimo verrebbe ulteriormente svuotato di energia dato che questa tenderebbe naturalmente verso il meridiano del rene.

### La farmacologia
Seguendo i medesimi principi della dietetica (sapore, natura, meridiani destinatari, tendenza), la farmacologia cinese usa tutto ciò che è presente in natura, nel regno animale, vegetale e minerale con una maggior potenza energetica rispetto alla dietetica, tanto da risultare a volte tossica e perfino mortale; per tale motivo l'approccio farmacologico è consigliato per brevi periodi e sotto uno stretto controllo.
La farmacologia impiega decotti, estratti, polveri, compresse e capsule, cerotti, sciroppi e polveri micronizzate.

### Reazioni avverse
Da alcuni studi effettuati a Taiwan e in California dal 1997 al 2000 su migliaia di campioni di MTC è emerso che circa il 20% dei medicinali presentava adulterazioni da caffeina, paracetamolo ed altre sostanze farmaceutiche non segnalate in grado di dare possibili reazioni avverse. Gli stessi studi hanno evidenziato contaminazione da metalli pesanti come piombo, arsenico e mercurio.